# Цвети
Цвети  су покретни хришћански празник којим се обележава Христов улазак у Јерусалим. Увек пада у недељу, дан након Лазареве суботе, и недељу дана пре Ускрса. Установљен је у Јерусалиму крајем IV века, за успомену на последњи, царски и свечани улазак Исуса Христа у свети град Јерусалим, и на последњу недељу његовог живота.
Обележава се у свим хришћанским земљама, са незнатном разликом у обичајима. Јеванђелисти бележе да је Исус на капијама града дочекан са цвећем и листовима палме, које су му људи бацали пред ноге. Будући да је због хладног климата у многим европским земљама раст палми немогућ, народ на овај дан у цркву носи шимшир, тису, гранчице врбе и маслине. Међу православцима Цвети важе за један од најрадоснијих празника.

## Исусов улазак у Јерусалим
Овај догађај се збио тачно недељу дана пре Христовог ускрснућа. Помиње се још у пророчанству Захаријином:
Ово је протумачено као да Исус, представљајући се као цар Јудеје, жели да опструише власт римског цара, те је изведен пред суд Синедриона и осуђен на смрт.
Према Јеванђељу, Исус је у град ујахао на магарцу, дочекан масом људи који су му простирали своје одежде пред ноге, пут му посипали цвећем и палминим листовима, и певали у његову славу:
Дочекан је попут истинског владара, попут цара.

### Симболика
Симболика магарца је мир, за разлику од коња, који симболише рат. Стога улазак Христов у Јерусалим представља долазак Принца мира, не долазак Краља – ратног завојевача.
Бацање хаљина и палмовог лишћа пред нечије ноге, представљало је исказ дубоког поштовања и високе почасти. Сва четири Јеванђеља сведоче да је Исусу била указана ова част. Међутим, док су Матеј, Марко и Лука тврдили да је народ простирао хаљине и зукву, Јован је инсистирао на листовима палме. У јеврејској традицији, палма је једна од четири свете биљке (поред лимуна, мирте и врбе) која се носи на Сукот („Празник колиба“; петнаести дан месеца Тишри по јеврејском календару):
Међутим, палмова гранчица је у грчкој и римској култури симболисала победу и богињу Нику, односну Викторију. Када римски тријумфатор положи оружје, он облачи тогу, цивилну одећу мира, а она је украшена палмовом гранчицом. Иако апостол Павле у својим Посланицама Христов улазак описује као тријумфални, овакво тумачење није могло да постоји све до 13. века. У старом Египту палмове гране су пратиле покојника на посмртним церемонијама, и симболисале су вечни живот. У средњовековној хришћанској традицији оне су красиле мученике, страдалнике за хришћанство, а представљале су њихову моралну победу, тријумф духа над смрћу. Палмино лишће се помиње још и у Јовановом Откровењу (Апокалипса):
У шеснаестом и седамнаестом веку, у западној Европи су на Цвети спаљиване мале људске фигурине, које су се звале Jack-'o'-Lent. Прављене су од сламе, да би потом биле каменоване или искидане на делове. Симболика овог обичаја је освета Јуди Искариотском, који је римским војницима проказао Исуса. Неки историчари сматрају да је ово ритуални прогон зиме, и поздрав пролећу.